# 山南村 (高知県)
山南村（やまみなみむら）は、高知県香美郡にあった村。現在の香南市香我美町上分・香我美町下分にあたる。

## 地理
- 河川：香宗川、山南川

## 歴史
- 1889年（明治22年）4月1日 - 町村制の施行により、近世以来の山南村（第1次）が単独で自治体を形成。大字は編成せず。
- 1891年（明治24年）から1894年（明治27年）の間に大字上分・下分を設置。
- 1942年（昭和17年）4月1日 - 徳王子村・富家村・香宗村と合併して大忍村が発足。同日山南村（第1次）廃止。
- 1948年（昭和23年）4月1日 - 大忍村が分割し、一部（上分・下分）の区域をもって山南村（第2次）が発足。
- 1955年（昭和30年）4月1日 - 岸本町・徳王子村・山北村および東川村の一部（福方・山川・未延・末清・正延・別役・撫川）・西川村の一部（前川および口西川・中西川・奥西川の各一部）と合併して香我美町が発足。同日山南村（第2次）廃止。